# 行縢駅
行縢駅（むかばきえき）は、宮崎県延岡市高野町にあった高千穂鉄道高千穂線の駅である。高千穂線が2007年（平成19年）に部分廃線になったことに伴い廃駅となった。

## 歴史
- 1935年（昭和10年）2月20日：国有鉄道日ノ影線の駅として開業[1]。
- 1962年（昭和37年）10月1日：貨物取扱廃止[1]。
- 1972年（昭和47年）7月22日：荷物扱い廃止[2]。駅員無配置駅となる[3]。
- 1987年（昭和62年）4月1日：国鉄分割民営化により九州旅客鉄道の駅となる[1]。
- 1989年（平成元年）4月28日：第三セクター転換により高千穂鉄道の駅となる[4]。
- 2005年（平成17年）9月6日：台風14号による被害で高千穂線が全線運休となる。
- 2007年（平成19年）9月6日：延岡 - 槇峰間廃線により廃駅となる。

## 駅構造
単式ホーム1面1線を有する地上駅であった。無人駅で駅舎はなく、待合室のみが設置されていた。ホーム脇には桜が植えられている。

## 利用状況
1日平均乗車人員は12人であった（2003年度）。

## 駅周辺
山間の集落にあり、南側には植物園やバイパス道路がある。工業団地から南に抜けると九州医療科学大学に至るが、同大学はやや離れた所にある。
- 延岡植物園[4]
- 行縢山[4]
- 北方延岡道路 - 国道218号バイパス
- 国道218号（現道）[4]
- 宮崎交通「行縢駅前」停留所
- 五ヶ瀬川
- 行縢川

## 現状
ホーム跡のみが残り、そのほかの遺構はほとんどない。線路跡には住居が建設されている。

## 隣の駅
高千穂鉄道
■高千穂線
西延岡駅 - 行縢駅 - 細見駅